# Aioi-Brücke

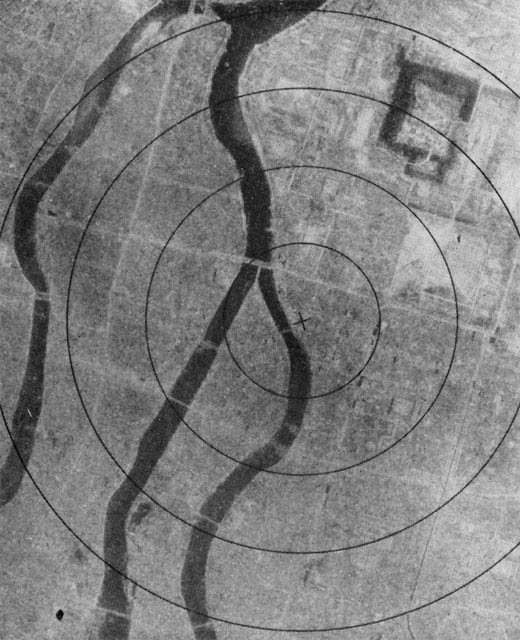
Hiroshima nach dem Atombombenabwurf. Das eingezeichnete Kreuz kennzeichnet die Stelle der Bombenexplosion. Die T-förmige Aioi-Brücke befindet sich links oberhalb des Kreuzes am oberen Ende der Insel.

Die Aioi-Brücke (jap. 相生橋, Aioi-bashi) ist eine Brücke mit T-förmigem Grundriss in Hiroshima, Japan.
Ursprünglich 1932 erbaut, war sie der Zielpunkt des US-amerikanischen Atombombenangriffs auf die Stadt im Jahr 1945, da sie wegen ihrer Form aus der Luft ein leicht zu erkennendes Ziel darstellte. Sie überstand die Explosion, wurde repariert und erst 1983 durch einen Neubau ersetzt.

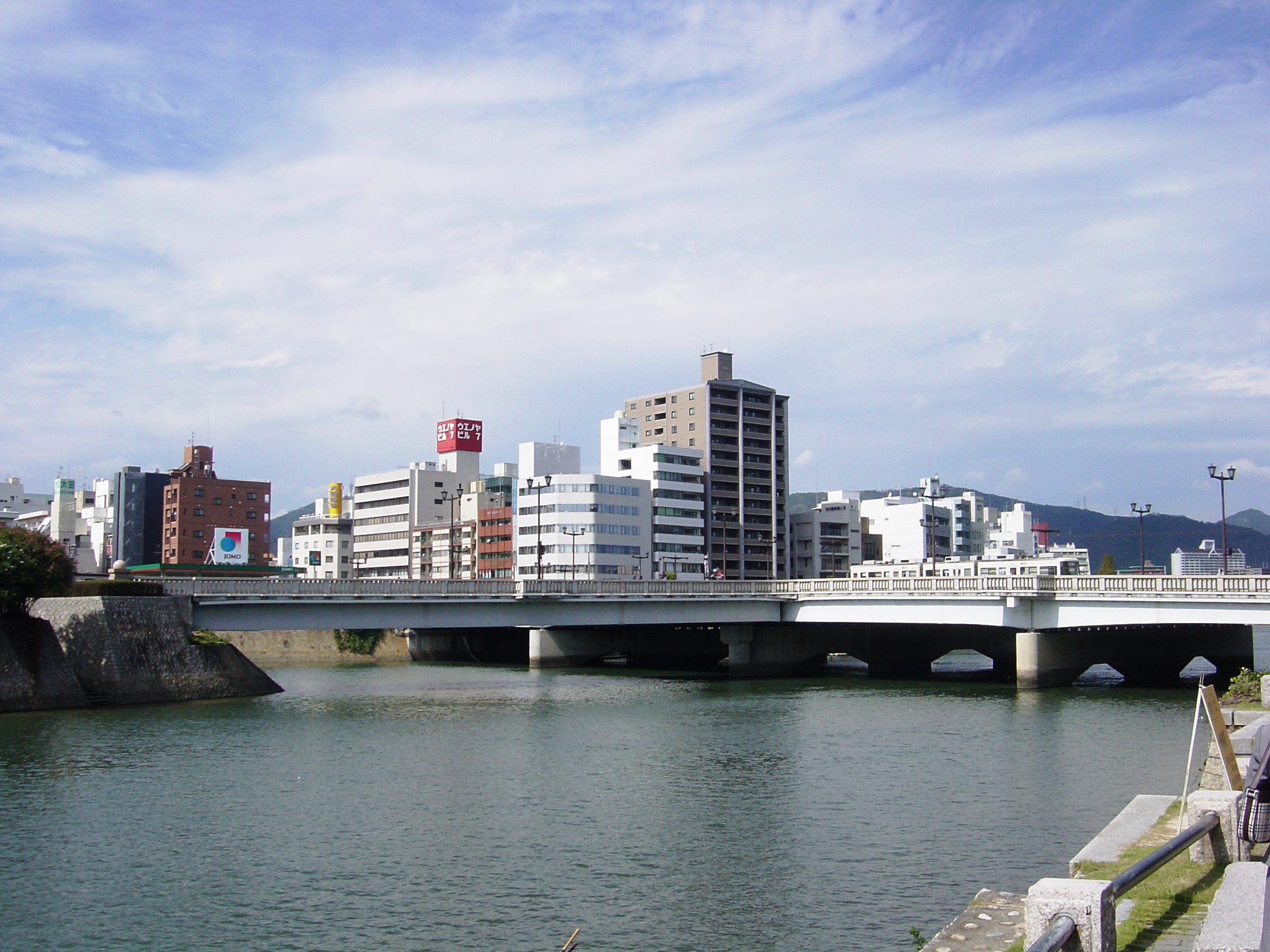
Die wiedererbaute Aioi-Brücke

Der längste Teil der Brücke überspannt den Fluss Ōta (heute allgemein: Hongawa, 本川) im Norden der Insel, die den Stadtteil Nakajima-chō umfasst. Ungefähr in der Mitte der Brücke zweigt eine Verbindung von der Brücke nach Süden zu dieser Insel ab. Beim Wiederaufbau der Stadt wurde dort, auf einem Teil der ehemaligen Innenstadt, der Friedenspark Hiroshima errichtet.
Über die Brücke verläuft die Aioi-Straße (相生通り, Aioi-dōri) mit der Hauptstrecke (honsen) der Straßenbahn Hiroshima.